# الخط الزمني للحرب الأهلية السورية (2022)
فيما يلِي الخطّ الزمني للحربِ الأهليّة السورية عام 2022.

## فبراير
تواصلت الاشتباكات في فاتح شباط/فبراير بين الفصائل الفاعِلة في الحرب الأهليّة السورية وكذا قوات النظام السوري، حيثُ قصفَ الجيش الوطني السوري عبرَ قذائف المدفعيّة مواقع لقوات سوريا الديمقراطيّة على محور شيخ عيسى بريف مدينة مارع شمال حلب، كما استهدفت الأخيرة بقذائف المدفعيّة نفس الموقع. هدأت الأمور لبضعِ ساعات ثمّ صعدت حدّة الاشتباكات مجددًا في الثاني من فبراير حينما قصفت قواتُ النظام بالمدفعية الثقيلة قريتي قليدين و‌العنكاوي في سهل الغاب غرب حماة. تميّزت أغلبُ الاشتباكات في أولى أيّام هذا الشهر بالقصفِ المدفعي وبشكل أقلّ الصواريخ المحمولة. حصلت مجزرةٌ جديدةٌ في مدينة الباب بريفِ حلب الشرقي في الثاني من شباط/فبراير حيث قُتل 12 شخصًا وأُصيب أكثر من 40 آخرون بجروحٍ في قصفٍ صاروخي لقوات سوريا الديمقراطيّة استهدفَ سوقًا شعبيًا كان مكتظًا بالمدنيين. اتهمَ مصدرٌ فيما يُعرف بالشرطة الحرّة التابعة للمعارضة قوات سوريا الديمقراطيّة (قسد) بأنّها قصفت المدينة براجماتِ الصواريخ وأنَّ مصدر القصف كان من نقطةٍ تابعةٍ لقسد قرب قريتي الشعالة ودغلباش غرب مدينة الباب.

## مارس
لم تشهد الأيّام الأولى من شهر آذار/مارس أحداثًا مهمّة باستثناء اشتباكات متفرقة كانت تندلعُ تارةً بين الجيش الوطني وفصائل كرديّة في الشمال السوري وبين الجيش الوطني وقوات النظام تارةً أخرى عدى عن محاولات منفردة لا يُكشَف في العادة عن الجهة التي تقفُ خلفها. تركّزت الاشتباكات بين الجيش الوطني وقوات سوريا الديمقراطيّة في محور منبج بريفِ حلب الشرقي، كما حصلت اشتباكات متفرقة من حيثُ التوقيت في محيط مدينة عين عيسى، أمّا الاشتباكات مع الجيش السوري والوحدات التابعة له فتركّزت حتى العاشر من آذار/مارس على محور بلدة تادف شرق حلب وكذا في بعض القرى والمناطق جنوب مدينة إدلب.
انطلقت في الخامسة عشر من آذار/مارس فعاليات إحياء الذكرى الحادية عشر لإنطلاق الثورة السورية، حيث نُظّمت عددٌ من المظاهرات والتجمّعات في عددٍ من ساحات مدينة إدلب وساحات متفرّقة أخرى في المناطق الخارجة عن سيطرة قوات النظام السوري. تجدّدت الاشتباكات في الأيام المواليّة بين قوات النظام والفصائل الثوريّة، كما قُتل عددٌ غير معروف وأُصيب آخرون في صفوف الجيش السوري نتيجة استهداف دورية أمنيّة بعبوة ناسفة بالقرب من جسر خربة غزالة على الأوتوستراد الدولي. اغتيلَ في السابع عشر من الشهر تيسير حمدي العقلة وهو رئيس المجلس البلدي في مدينة جاسم التابع لحكومة الأحد إثر استهدافه بالرصاص المباشر من قِبل مسلّحين مجهولين شمالي مدينة درعا.
لم يحصل تغيير كبير على المستوى السياسي باستثناء الزيارة التي قامَ بها الرئيس السوري بشار الأسد لدولة الإمارات العربية المتحدة والتي أثارت الكثير من ردود الفعل كونها الزيارة الأولى لبشار لدولة عربيّة منذ اندلاع الاحتجاجات المطالبة بإسقاطهِ عام 2011، حيثُ أعربت وزارة الخارجية الأمريكيّة عن خيبة أملها من زيارة بشار الأسد للإمارات، وقال المتحدث باسم الخارجية نيد برايس: «نشعر بخيبة أمل شديدة ومقلقة من هذه المحاولة الواضحة لإضفاء الشرعية على الأسد»، مُشيرًا إلى أنَّ الأخير يظلُّ مسؤولًا عن مقتل ومعاناة عددٍ لا يُحصى من السوريين، فيما اعتبرَ الائتلاف الوطني السوري المعارِض أنَّ «استقبال الإمارات العربية المتحدة لمجرم الحرب بشار الأسد سابقة خطيرة وخروجًا عن قرارات الجامعة العربية، وخرقًا للعقوبات الدولية، ومكافأة له على جرائمه، واستخفافًا بدماء مليون شهيد سوري»، وأوضحَ البيان أنَّ «الزيارة تزامنت مع ذكرى انطلاق الثورة السورية ومع ذكرى قتل نظام الأسد لأول شهيدٍ فيها، مما يزيد في عدم تقدير إرادة الشعب السوري ولا تضحياته الغاليّة على مدى إحدى عشرة سنة ماضية في صراعه مع النظام المجرم ورعاته».
استمرَّت الأوضاع هادئةً نسبيًا بين الجماعاتِ المسلّحة الناشِطة في الحرب الأهليّة حتى الثالث والعشرون من آذار/مارس حينما جرت اشتباكاتٌ محدودة بين قوات سوريا الديمقراطيّة والجيش الوطني السوري، حيث قصفت الأولى بالصواريخ مدينة أعزاز شمال حلب ما تسبَّب في مقتلِ مدنيّ واحد وإصابة آخرين. ردَّ الجيش الوطني هو الآخر بعد سويعات قليلة وذلك من خلال قصفهِ عبرَ المدفعيّة الثقيلة مواقع تتبعُ لقوات سوريا الديمقراطيّة في منطقة تل رفعت شمال حلب أيضًا. اندلعت اشتباكات محدودة ومتفرّقة في بعد يومينِ (في الخامس والعشرين من آذار/مارس) بين فصائل في الجيش الوطني السوري وقوات النظام التي كانت قد قصفت محيط بلدة تقاد بريف حلب الغربي مع أنباء عن وقوع قتلى وإصابات، وتتكرَّرت الاشتباكات المحدودة وتبادل القصف في محيط مدينة عين عيسى، كما حصلَ في اليوم الموالي هجومٌ للفصائل الثوريّة عبر قذائف الهاون على مواقع النظام في محور قرية الدانا بريف إدلب الجنوبي.
استهدفت قوات النظام السوري صبيحة السابع والعشرين من آذار/مارس عبر صاروخ مضاد للدروع عربة تركيّة في محيط مدينة الأتارب بريف حلب الغربي ما أسفرَ عن احتراق العربة وإصابة جنديين تركيين. اندلعت في وقتٍ متأخرٍ من اليوم اشتباكات محدودة بين الفصائل العسكريّة التي تتبعُ الجيش السوري الحر وقوات النظام على محور بلدة كفرنبل جنوب إدلب. على جانبٍ مقابلٍ فقد نشرت عددٌ من الصحف الدوليّة والعربيّة أخبارًا تُفيد بعثور القوات الأوكرانيّة على عُمَل سوريّة في جيبِ عددٍ من الجنود الروس الذين سقطوا خلال الغزو الروسي للعاصِمة كييف، وكانت صحيفة نيويورك تايمز قد أكَّدت في تقريرٍ لها أنَّ الرئيس الروسي فلاديمير بوتين قد ضاعفَ من وتيرة نقل المقاتلين الروس من سوريا إلى جبهات أوكرانيا. عادَ الطيران الروسي للتحليقِ مجددًا فوق الأراضي السوريّة حيثُ استهدفت طائرات حربيّة روسيّة بعدة غارات جويّة أطراف بلدة معارة النعسان بريفِ إدلب، فيما انسحبت قوات سوريا الديمقراطية من بلدتي درنج و‌سويدان جزيرة بريف دير الزور الشمالي وذلك بعد محاصرة البلدتين لنحو أسبوع.
حصيلة القتلى المدنيين
سجَّلت الشبكة السورية لحقوق الإنسان مقتل 67 مدنيًا بينهم 19 طفلًا و3 سيدات خلال شهر آذار/مارس من عام 2022. قتلت قواتُ النظام السوري 7 مدنيين بينهم طفل واحد في مناطق متفرّقة من سوريا توزَّعت بين محافظات درعا وإدلب وريف دمشق وحمص وحماة، فيما قتلت قوات سوريا الديمقراطية (قسد) 5 مدنيين بينهم 3 ضحايا تحت التعذيب بحسبِ ما وثّقته الشبكة السوريّة. قتلت هيئة تحرير الشام سيّدة واحدة، بينما قتلَ تنظيم الدولة الإسلامية (داعش) هو الآخر مدنيًا واحدًا على الأقل وقُتِل 53 آخرون بينهم 19 طفلًا، وسيّدتان على يد جهات أخرى لم تتمكّن الشبكة من تحديدِهم.

## أبريل
اندلعت اشتباكاتٌ عنيفةٌ ومتفرّقةٌ في الأول من نيسان/أبريل بين الجبهة الشامية و‌حركة أحرار الشام في قرية عولان التي تتبعُ إداريًا لمحافظة حلب، حيث تمكّنت الأخيرة من أسر عددٍ من عناصر الجبهة الشامية في عولان قبل أن تتوقّف الاشتباكات في نفس اليوم عقبَ تدخّل فصائل أخرى من أجل التهدئة. قُتل في اليومِ الموالي ثلاث عناصر من قوات سوريا الديمقراطية (قسد) وأُصيب عددٌ آخرٌ غير معروف في قصفٍ مدفعي استهدف نقطة عسكرية في محيط بلدة عينعيسى شمال مدينة الرقة. لم تُعلن أيّ جهة مسؤوليّتها عن الهجوم لكنّ مصادر رجَّحت أن فصائل ثوريّة في المنطقة تقفُ خلف الاستهداف. استهدفَ الطيران المسير التركي في نفس اليوم وعبر بغارة جويّة نقطة عسكرية تابعة لقوات ضمن حزب العمال الكردستاني في قرية زور مغار بريفِ عين العرب شرق حلب، فيما قصفت قواتٌ تتبعُ النظام السوري في وقتٍ متأخر من اليوم عبر قذائف المدفعيّة الثقيلة قرية الفطيرة جنوب إدلب وهو ما تسبَّبَ في مقتل مدنيّ وإصابة آخرين بجروح.
قُتل في ساعات الصباح الأولى من يوم الثالث من نيسان/أبريل جندي سوري لم تُحدَّد رتبته وأُصيب اثنين آخرين معه وذلك جرّاء انفجار لغم أرضي بسيارة كانت تقلهم بمحيط بلدة عين عيسى بريف الرقة الشمالي. شهد هذا اليوم تجدّد الاشتباكات بين عددٍ من الفصائل، حيثُ استهدفَ الجيش الوطني السوري بالمدفعية الثقيلة مواقع لفصائل تتبعُ حزب الاتحاد الديمقراطي في محيط مدينة عين عيسى، كما قصفت قوات النظام السوري بالمدفعية الثقيلة أيضًا قرية معارة النعسان بريف إدلب الشمالي. عاودت طائرات النظام السوري وحليفه الروسي الإغارة في اليوم الموالي على بلدة معارة النعسان ما تسبَّب في مقتل 4 أطفال أثناء توجّهم للمدرسة وسقوط عددٍ من الجرحى. تواصلت الغارات الجويّة السورية والروسيّة واستهدفت هذه المرّة أطراف قريتي سفوهن و‌فليفل جنوبي إدلب، فيما استهدفت الفصائل الثوريّة نقاط ومواقع النظام في كفر حلب وميزناز غرب حلب وفي معسكر حزارين.
خفَّت وتيرة الاشتباكات في الأيام المواليّة بين الفصائل الناشطة في الحرب الأهليّة والنظام السوري، باستثناء هجومٌ شنّه مجهولون على حاجزٍ يتبعُ الجبهة الشامية بمنطقة سجو قرب إعزاز وهو ما تسبَّب في سقوطِ خمس قتلى في صفوف الجبهة بينهم القيادي أبو حمدو بربوري. قُتل صبيحة السادس من نيسان/أبريل العقيد في الجيش السوري حسام غياض وذلكَ في تفجيرِ المتحلق الجنوبي بدمشق وهو التفجير الذي وصفتهُ عددٌ من المصادر بـ «المريب». عاودَ الطيران السوري وحليفه الروسي الإغارة في الثامن من نيسان/أبريل على محيط بلدة الفطيرة بجبل الزاوية بالتزامنِ مع رمايات بالمدفعية الثقيلة استهدفت محيط بلدة كنصفرة جنوب إدلب، ثمّ أغارَ لاحقًا وبقوّة على محيط بلدة فليفل التي سبق وتعرّضت للقصف بالصواريخ الفراغيّة قُبيل أيّام. عاودَ الطيران التركي هو الآخر استهداف مواقع تتبعُ جماعات مسلّحة كردية مختلفة وذلك قرب بلدة القيروان بريف الدرباسية شمالي الحسكة.
تواصلَ استهدافُ بلدة معارة النعسان شرق إدلب من قِبل قوات النظام حيث قصفتها في العاشر من الشهر بقذائف المدفعية الثقيلة ما تسبَّب في خسائر ماديّة دون حديثٍ عن وقوع خسائر بشريّة في صفوفِ المدنيين أو المُقاتلين في البلدة. نشرت وسائلُ إعلامٍ مواليّة للمعارضة في نفس اليوم خبر مقتل عنصرين من حزب العمال الكردستاني في قصفٍ مدفعي من مواقع الجيش الوطني استهدف نقطة عسكرية قرب مدينة عين عيسى شمال الرقة. أعلنت الفصائل العسكريّة في اليومِ الموالي عن استهدافها بقذائفِ المدفعية الثقيلة وبراجمات الصواريخ اجتماع عسكري لقوات النظام السوري والميليشيات الإيرانيّة داخل قرية السعدية بريف حلب الغربي كما تحدثت عن تحقيقِ إصابات مباشرة في صفوفهم دون مزيدٍ من التفاصيل. على جانبٍ آخر فقد اندلعت اشتباكاتٌ بالاسلحة الثقيلة في فرقة الحمزة مع بعضهم البعض في الباسوطة ومناطق تُحيط بها. عاودَ طيران الاستطلاع الروسي التحليقَ في سماء ريف حلب الشمالي حيثُ حلَّق بكثافةٍ يوم الثالث عشر من نيسان/أبريل في الوقتِ الذي قصفت فيهِ قواتُ النظام بالمدفعية الثقيلة بلدة كفر نوران في ريف حلب الغربي.
قُتل في الرابع عشر من نيسان/أبريل عنصرينِ من الجيش الوطني السوري كما سقطَ عددٌ من الجرحى وذلك بعد استهداف سيارة بصاروخ موجَّه من قبل قوات سوريا الديمقراطيّة قٌرب قرية مريمين في منطقة عفرين بريف حلب الشمالي حسبَ ما نقلتهُ وسائل إعلام سوريّة. أعلنت نفسُ القوات سيطرتها على عددٍ من الدوائر الحكوميّة التي تتبعُ النظام السوري في مدينة القامشلي ردًا على حصارِ الأخيرة لحيي الأشرفية والشيخ مقصود بمدينة حلب. أغارت طائرات جويّة إسرائيلية في ساعاتٍ مبكّرة من يوم الخامس عشر من نيسان/أبريل على مواقع في الريف الغربي للعاصمة دمشق وتحديدًا في محيط مدينة قطنا وبلدة رخلة في جبل الشيخ. ذكرت وسائل إعلامٍ عبريّة أنَّ الغارة استهدفت أنظمة دفاع جوي إيرانيّة وشُحنات من الطائرات المسيرة التي وصلت حديثًا إلى موقعِ الاستهداف. تجدَّدت الاشتباكات الخفيفة والمتفرقة في الأيامِ المواليّة بين فصائل المعارضة وقوات النظام حيثُ استهدفت الأولى بالقذائف مواقع وتجمعات للجيش السوري على محور قرية كفرموس بريف إدلب الجنوبي.
نشرت وزارة الدفاع التركية في السابع عشر من الشهر بيانًا أعلنت فيهِ «تحييدها 3 عناصر من قوات سوريا الديمقراطية في منطقتي نبع السلام وغصن الزيتون شمال وشرقي سوريا»، كما أعلنَ جهاز الاستخبارات التركي في نفس اليومِ تمكّنه من «تحييد القيادي في قوات سوريا الديمقراطيّة (قسد) محمد أيدن المسؤول عن منطقتي عامودا و‌الدرباسية شمالي سوريا». ردَّت قسد عبر استهدافها محيط كلجبرين بقذائف المدفعية وهي المنطقة التي تتمركزُ فيها قاعدة عسكريّة تركية. ردَّت الأخيرةُ من جديدٍ عبر قصفها قرية الشيخ عيسى. تجدَّدت الاشتباكات بين فصائل المعارضة حيث قُتل في التاسع عشر من أبريل مقاتلٌ واحدٌ على الأقل وعشرات الجرحى خلال اشتباكاتٍ بين فرقة المعتصم والفرقة التاسعة في مناطق متفرّقة داخل محافظة حلب.

## سبتمبر
طالَ قصفٌ إسرائيلي جديد مواقع لقوات النظام السوري والميليشيات الإيرانيّة المساندة له في محيط مطار حلب الدولي و‌مطار دمشق الدولي و‌منطقة الكسوة في محيط دمشق وذلك في الساعات الأولى من فاتح أيلول/سبتمبر. شهدَ هذا اليومُ أيضًا قصفًا بالمدفعية الثقيلة نفذه النظام السوري وقد استهدفَ به فصائل المعارضة في بلدتي البارة و‌الفطيرة جنوب إدلب، وردَّ الجيش الوطني السوري برشقات مدفعيّة كما استهدفَ في وقتٍ متأخرٍ من نفس اليوم مواقع لقوات سوريا الديمقراطيّة في قرى ريف تل تمر شمال الحسكة. خفَّت حدّة الاشتباكات في الأيام الثلاثة المواليّة (2 – 4 سبتمبر) ما عدا القصف المدفعي الذي استهدفَ به الجيش العربي السوري أطراف قريتي الفطيرة والبارة مُجددًا، وسقطت في منتصفِ يوم الرابع من سبتمبر طائرة مروحيّة تتبعُ النظام السوري في وسط مدينة حماة جانب دوار الأربعين وتحدثت أنباءٌ عن مقتل طاقم الطائرة، كما سقطت في نفس اليوم طائرة إستطلاع روسية من نوع أورلان-10 في محيط بلدة سرمين شرق إدلب.
استهدفت الفصائل العسكرية المواليّة لتركيا في السادس من أيلول/سبتمبر عبرَ قذائف المدفعية مواقع لقوات سوريا الديمقراطيّة وحزب العمّال الكردستاني على محور مدينة الباب شرق حلب، ومثلها فعلت الطائرات الحربيّة التركيّة التي قصفت مواقع عسكرية لقوات قسد في قرية أم الكيف بريف الحسكة الشمالي. عاودت الطائرات الإسرائيليّة في وقتٍ ما من نفس اليوم غاراتها على أماكن محدّدة في مطار حلب الدولي حتى خرجَ عن الخدمة مؤقتًا، بينما استهدفت فصائل الفتح المبين بقذائف المدفعية مواقع النظام في الفوج 46 بريف حلب الغربي. تجدَّدت الاشتباكات بين فصائل المعارضة المسلّحة وقوات النظام السوري التي قامت في اليومِ الموالي وعبر المدفعية الثقيلة والصواريخ بالإغارةِ على قرية شنان وقرى أخرى جنوب مدينة إدلب. بعدما قلَّ القصف الروسي لمناطق المعارَضة بسببِ انشغال موسكو في غزوها لأوكرانيا، قامت الطائرات الروسيّة في الثامن من سبتمبر باستهدافِ قرية الغفر غرب إدلب عبرَ الصواريخ الفراغية والقنابل العنقودية، وهو ما تسبَّبَ في مقتلِ 7 مدنيين على الأقل وعدة جرحى. عادت الاشتباكات بين قوات النظام السوري وقوات المعارضة للواجهة من جديد حيثُ طالَ قصفٌ مدفعي لقوات بشار الأسد في العاشر من سبتمبر محيط مجدليا بريف إدلب الشرقي، وردَّت الفصائل العسكرية عبرَ قذائف المدفعية الثقيلة والصواريخ التي قصفت بها مواقع ونقاط للنظام على محاور سراقب شرق إدلب.
قصفت قوات سوريا الديمقراطية النقطة التركية في قرية مريمين بريف عفرين شمالي حلب، كما تصاعدت حدّة القصف النظامي حيثُ استهدفت فِرق تتبعُ الجيش العربي السوري في الفترة الممتدة من الـ 13 من سبتمبر حتى الـ 15 من نفس الشهر عددًا من القرى والبلدات في ريف إدلب الجنوبي والشرقي وتركّز القصف على بلدة معارة النعسان. على المستوى السياسي فقد أعلنت حركة حماس الفلسطينيّة عن عودة العلاقات مع النظام السوري بعد مقاطعة طويلة إبّان اندلاع ثورات الربيع العربي والثورة السوريّة عام 2011، بينما ذكرت وكالة رويترز للأنباء أنّ رئيس جهاز المخابرات التركي هاكان فيدان قد التقى مدير مكتب الأمن الوطني السوري علي مملوك في العاصمة السوريّة دمشق دون المزيد من التفاصيل. شنَّت طائرة مسيَّرة تُركيّة في وقتٍ ما من يوم السادس عشر من أيلول/سبتمبر غارة جويّة على سيّارة في منطقة عين عيسى شمال الرقة ما تسبَّبَ في مقتل 4 عناصر من قوات سوريا الديمقراطية وحزب العُمّال الكردستاني، وقد ردَّت الأولى عبرَ قصف محيط مدينة أعزاز شمالي حلب بالمدفعيّة الثقيلة دون حديثٍ عن وقوع خسائر في الأرواح. واصلت القوات النظاميّة السورية حملتها المتفرّقة على بعض المدن في الشمال السوري حيثُ ركّزت خلال هذا اليوم قصفها على محاور غرب حلب، في الوقت الذي شنَّ فيهِ سلاح الجو الإسرائيلي في ساعاتِ الصباح الأولى من يوم السابع عشر من سبتمبر (بالتوقيت السوري) غارات جويّة على محيطِ مدينة اللاذقية في الساحل السوري ما تسبَّب بحسبِ مصادر أوليّة في مقتل 5 جنودٍ على الأقل وخسائر ماديّة كبيرة.
```
 
خطأ لوا في وحدة:Location_map على السطر 455: No value was provided for longitude.

 
خطأ لوا في وحدة:Location_map على السطر 455: No value was provided for longitude.
```

شنَّت تركيا يوم الثامن عشر من سبتمبر نحو ثماني غارات جويّة عبرَ طائرة حربيّة استهدفت من خلالها موقعا لقوات النظام السوري شرقي مدينة عين العرب، وهي الهجمة التي تسبَّبت في مقتل 3 جنود من الجيش السوري وجُرح آخرين. لُوحظ هدوءٌ حذر على جبهات القتال في الأيام الثلاثة اللاحقة (20 – 22 سبتمبر)، حيث تبادلت القوات المتنازعة بعض الرشقات المدفعيّة القليلة خاصّة على مقربةٍ من قريتي كفر عمة و‌كفر تعال بريف حلب الغربي، بينما استمرَّت قوات سوريا الديمقراطيّة في قصفِ محيط مدينة عفرين (شمال حلب) ولو بشكل أقلّ، كما تمكّنت نفسُ القوات من قتلِ عنصرين اثنين من عناصر الجيش الوطني خلال محاولةٍ فاشلة في اقتحام مواقع للأخير في أحد المواقع في ريف جرابلس. كثَّفت قواتُ النظام السوري من هجامتها ورشقاتها الصاروخيّة على قرية كفر عمة، فقتلت في وقتٍ ما من يوم الثالث والعشرين من سبتمبر مدنيًا على الأقل وأصابت آخرين بجروح مختلفة، كما انتقلت القوات النظاميّة لقصفِ أطراف مدينة دارة عزة التي شهدت نوعًا من الهدوء في الفترة السابقة، بينما ردَّت فصائل الفتح المبين عبرَ القصف المكثف لمواقع النظام على محور خربة جدرايا موقعةً عددًا من القتلى. على صعيدٍ آخر فقد واصلت تركيا خرقها الأجواء السوريّة حيثُ استهدفت في نفس اليوم وعبرَ الصواريخ مواقع تقبعُ تحتَ سيطرة قوات قسد على محور قرية مرعناز شمال حلب دون حديثٍ عن خسائر في الأرواح.
غرقَ يوم الرابع والعشرون من أيلول/سبتمبر قاربٌ لبناني كان يقلُّ عشرات المهاجرين أغلبهم سوريين فارّين من الحرب أو بسبب سوء الأوضاع المعيشيّة قُبالة مدينة طرطوس ما تسبَّب في كارثة بشريّة حيثُ لقي ما يزيدُ عن الـ 90 شخصًا حتفهم في البحر. سُجّل في نفس اليوم أول حالة إصابة رسميّة بوباء الكوليرا وذلك في مدينة عفرين بريف حلب. أعلنت وزارة الدفاع التركية في اليومِ الموالي «تحييد عنصرين من عصابات قسد وحزب العُمّال الكردستاني كانوا يستعدون لتنفيذ هجماتٍ في مناطق نبع السلام و‌غصن الزيتون شمالي سوريا»، في الوقتِ الذي شنَّت فيهِ فصائل المعارضة هجماتٍ خاطفةٍ على قوات سوريا الديمقراطيّة وأوقعت بينهم عددًا من القتلى والجرحى في ريف عفرين. واصلت أنقرة عمليّاتها في الداخل السوري حيثُ قصفت في السادس والعشرين من سبتمبر عبر طائرة مُسيَّرة سيارة كان بها أعضاءٌ من قوات سوريا الديمقراطيّة وحزب العمال على مقربةٍ من قرية تل جمال شمال شرق الحسكة وسط حديثٍ عن وقوع قتلى بينهم قادة ميدانيون في القوات التي هاجمتها تركيا. شهدَ ذاتُ اليوم تجددًا للغارات الجويّة الروسية بعدما كانت قد توقَّفت لعدّة أيام، وقد ركزَّت طائرات موسكو الحربيّة قصفها هذه المرة على كلبيت الواقعةِ على الحدود السورية التركية شمال إدلب والمعروفة باحتوائها على عددٍ من مخيّمات النازحين. أعلنت شبكة الإنذار المبكر والاستجابة للأوبئة في أواخر الشهر عن ارتفاع عدد الإصابات بالكوليرا في الشمال السوري إلى 109 حالات.

## أكتوبر
تواصلت معَ الأول من تشرين الأول/أكتوبر المناوشات بين قسد وبين عددٍ من فصائل المُعارضة، وقصفت الأولى بالصواريخ مخيم الكويت في جبل ترندة على أطراف مدينة عفرين بريف حلب الشمالي. قامَ الطيران المسيّر التركي في نفس اليوم باستهدفِ عدة مواقع تتبعُ لحزب العمال الكردستاني في محيط مدينة تل رفعت كما قصفَ مواقع أخرى في قرية بيلونية شمال حلب. عادت في الثاني من أكتوبر المواجهات بين الفصائل العسكريّة الناشِطة في الشمال السوري والقوات النظاميّة بعدما خفتت لبضعِ أيّام وذلك بعد استهداف الجيش السوري براجمة الصواريخ والمدفعية عددًا من القرى والبلدات وتركّز القصف على الفطيرة (جنوب إدلب) والواسطة (غرب حلب) وتلال الكبينة (شمال اللاذقيّة).
عادت الاشتباكات مُجددًا في وقتم مبكرٍ من السادس من أكتوبر حينما قصفَ الجيش النظامي بالمدفعية الثقيلة محور بلدة الأتارب غرب حلب، ثمّ قصفَ في وقتٍ آخرٍ من اليوم عبرَ المدفعيّة محور قرية كفرعمة والوساطة. قُتلَ خلال هذا اليوم مدنيين اثنين بعدَ قصفٍ مدفعي لحزب العمال الكردستاني استهدفَ ضفاف نهر الفرات بمدينة جرابلس شرق حلب. على الجانب السياسي فقد استمرَّ التقارب بين أنقرة ودمشق حيثُ صرَّح الرئيس التركي أردوغان قائلًا: «عندما يحينُ الوقت المناسب يمكننا اللجوء إلى خيار اللقاء مع رئيس سوريا بشار الأسد وهناك محادثات تجري بالفعل حاليًا على مستوى منخفض».
اغتالَ في الثامن من أكتوبر مجهولون بالرصاص الإعلامي السوري محمد أبو غنوم وزوجته في مدينة الباب شرق حلب، في الوقتِ الذي عادت فيهِ المواجهات بين فصائل المُعارضة للواجهة. طالَ في اليوم الموالي قصفٌ مدفعي من جانبِ الجيش السوري محيط مزرعة الوساطة بريف حلب الغربي، كما استهدفت القوات النظاميّة عبرَ قذائف المدفعية محيط قرية شنان بريف إدلب الجنوبي فضلًا عن محيط قرية معارة النعسان ومحيط قريتي بينين والبارة. ردَّت الفصائل العسكرية التي تتبعُ المعارَضة بالمدفعية الثقلية عبر قصفها مواقع الفوج 46 بريف حلب الغربي. قامت في العاشر من تشرين الأول/أكتوبر مجموعةٌ تتبعُ لما يُسمَّى لفرقة الحمزات بمهاجمة مشفى الباب شرق حلب لتهريبِ أحد عناصرها الذين تبثَ تورّطهم بجريمة اغتيال الصحفي والناشط أبو غنوم وزوجته.
تحدثت مصادرُ تركيّة في الحادي عشر من أكتوبر عن وقوعِ قتلى وجرحى في صفوف الجيش السوري بقصفٍ مدفعي للجيش التركي طالَ مواقع الفوج 46 بريف حلب الغربي والذي تعرض قُبيل أيامٍ لقصفٍ من فصائل تتبعُ المعارضة. عادت قوات الجيش السوري لشنّ عددٍ من العمليّات المحدودة في المنطقة بعدما استهدفت بالمدفعية والصواريخ منطقة تلال الكبينة شمال اللاذقية، كما رُصدت طائرات تتبعُ سلاح الجو الروسي وهي تستهدفُ بالصواريخ محيط قرية القرقور غرب حماة. على جانبٍ آخر فقد تسلَّمت الشرطة العسكريّة في الشمال السوري قائد اللواء المسؤول عن عملية اغتيال الناشط أبو غنوم في مدينة الباب. سقطَ خلال نفس الفترة جرحى في صفوفِ هيئة تحرير الشام وذلك عقبَ الاشتباكات بين فصائل الجيش الوطني قُرب منطقة الباسوطة.
تصاعدت حدّة الاشتباكات بين فصائل المعارضة في الشمال في اليوم الموالي وتحدثت صحف ومصادر محليّة عن جُرح ما لا يقلُّ عن خمس مدنيين في دير بلوط بريف مدينة عفرين التي شهدت مواجهاتٍ عنيفة بين فصائل في الجيش الوطني السوري وهيئة تحرير الشام نجمَ عنها لاحقًا مقتل امرأة قُرب قرية برج عبدالو في ريف عفرين. استمرَّت وتيرة العنف المتصاعد والتناحر بين فصائل المعارضة لليوم الثالث تواليًا (11 - 13 أكتوبر)، حيث امتدَّت الاشتباكات إلى المحلق الشمالي من مدينة الباب، وتركَّزت هذه المناوشات ومعارك الكر والفر بين هيئة تحرير الشام وفصيل الفيلق الثالث. وردت أنباءٌ أيضًا عن هروب عشرات السجناء من سجن معراتة في مدينة عفرين أثناء الاشتباكات بين الفصيلَين، قبل أن تُعلن هيئة تحرير الشام سيطرتها الكاملة على عفرين، بينما بسطت فرقة الحمزة وسليمان شاه وحركة أحرار الشام السيطرة على معبر الحمران جنوبي جرابلس. تسبَّبت هذه الاشتباكات في وقوعِ إصاباتٍ عدّة في صفوفِ المدنيين في الوقت الذي تحدثت فيه مصادر محليّة عن مقتلِ طفلٍ متأثرٍ بجراحٍ أصيب بها بعد تعرضه لطلق ناري عشوائي خلال الاشتباكات التي دارت بين فصائل الفيلق الثالث وهيئة تحرير الشام. الحدث الأبرز يومه الثالث عشر من أكتوبر إلى جانبِ الاشتباكات العنيفة بين فصائل المعارضة كان التفجير الذي طالَ حافلةً تقلُ عددًا من جنود النظام السوري في ضاحية الصبورة بمحافظةِ ريف دمشق والذي أسفرَ عن مقتل ما لا يقلُّ عن 18 جنديًا وجرحِ 27 آخرين. لم تُعلن أيُّ جهةٍ أو تنظيمٍ المسؤوليّة عن هذا الهجوم الذي عُدَّ الأكثر دمويّةً في منطقة دمشق وريفها منذ هجوم مماثل حصلَ قبل عام.
خرجت مظاهرةٌ في مدينة أعزاز احتجاجًا على اقتحام هيئة تحرير الشام لمناطق ريف حلب، فيما تجدَّدت الاشتباكات بين الفيلق الثالث وفرقة الحمزة على طريق مدينة قباسين شرق حلب في الوقت الذي تحدثت فيه مصادر عن اقترابِ توقيع هدنةٍ بين الطرفين. شنَّ جهاز الأمن العام التابع لهيئة تحرير الشام – المؤيّدة لفرقة الحمزة في هذه الاشتباكات – حملة اعتقالات في مدينة عفرين. وُقّع في الخامس عشر من تشرين الأول/أكتوبر اتفاقٌ مبدأي يقضي بعودة الفصائل إلى مواقعها بريف حلب الشمالي، وأُكّدت الهدنة فعلًا عبر توقيعِ الاتفاق الرسمي الذي نصَّ على وقف العمليات العسكرية بين هيئة تحرير الشام والفيلق الثالث. خرقت فرقة الحمزة الاتفاق بعدما قصفت مدينة الباب بالرشاشات الثقيلة وذلك بعد سُويعاتٍ قليلةٍ من توقيع الهُدنة ما تسبَّبَ في سقوطِ عددٍ من الجرحى المدنيين بحسبِ أورينت نيوز.
شنّت الطائرات الروسيّة في وقتٍ مبكّرٍ من يوم السادس عشر من تشرين الأول/أكتوبر غارات جوية على أطراف مدينة أعزاز بريف حلب الشمالي وهو ما أسفرَ عن مقتل 6 أشخاص وإصابة عشرات آخرين عددٌ منهم من مقاتلي الجيش الوطني السوري. شهدَ نفس اليوم اشتباكات متفرّقة بين حزب العمال الكردستاني وتركيا حيثُ قصفَ الأول عبر المدفعيّة بلدة قيبار أينَ تتمركز النقطة التركيّة، وردَّت الأخيرة عبرَ قذائف المدفعية الثقيلة من خلال قصفِ مواقع البي كا كا في قرية مرعناز في ريف حلب الشمالي. على مستوى الاشتباكات بين الفصائل المتناحرة، فقد استعادَ الفيلق الثالث ضمنَ بنود الهدنة الموقّعة عددًا من مقراته ومراكزه في مدينة عفرين ومناطق أخرى قريبة. نَظّم بعض الثوار في اليومِ الموالي مظاهرة في مدينة أعزاز لمنعِ دخول رتل هيئة تحرير الشام إلى المدينة. تزامنَ هذا مع بداية اشتباكاتٍ عنيفةٍ بين الفيلق الثالث وهيئة تحرير الشام بمحيط عفرين رغمَ الهدنة السابقة المُتفَق عليها. نجحت الهيئة خلال هذه الاشتباكات في السيطرةِ على قرية أناب وجبل الخالدية على بالقربِ من بلدة كفر جنة شمالي حلب. زادت حدّة التوتر بعدما تحدثت مصار تركيّة وسوريّة عن إصابة جنودٍ من الجيش التركي عقبَ قصفٍ نفذته هيئة تحرير الشام طالَ القاعدة التركية في كفر جنة، وتلا ذلك تحليقٌ للطائرات المروحية التركية في أجواء مدينة أعزاز وكفرجنة.

| US. Embassy Syria | تويتر |
| ‎@USEmbassySyria   |       |

             نشعر ببالغ القلق من التوغل الأخير لهيئة تحرير الشام، وهي منظمة مصنفة كإرهابية في شمال حلب. يجب سحب قوات هيئة تحرير الشام من المنطقة على الفور.
         

        18 أكتوبر 2022
    

عمَّت مظاهراتٌ حاشدةٌ مدينة الباب رفضًا لدخول هيئة تحرير الشام للمنطقة، في الوقتِ الذي نجحت فيه الأخيرة بعدَ المعارك العنيفة مع الفيلق الثالث من بسطِ سيطرتها الكاملة على بلدة كفرجنة شمال مدينة حلب. زادت حدّة وعدد المظاهرات الرافضة لتواجد هيئة تحرير الشام حيثُ انطلقت مساء السابع عشر من أكتوبر مظاهراتٌ جديدةٌ في كلٍ من أعزاز وصوران و‌جرابلس. شهدت الأيام الثلاثة المواليّة هدوءًا في الاشتباكات بين الفصائل وسطَ الحديث عن تدخل تركي لاحتواء المناوشات، فيما تجدَّد تبادل القصف المتبادل بين الفصائل العسكريّة التي تتبعُ ما يُعرف بالجيش الوطني السوري والقوات المسلّحة السورية (الجيش العربي السوري) حيث نقلت مصادر من المعارضة مقتل ثلاث جنود من الجيش النظامي وجُرح آخرين بعد صد محاولة اقتحام على جبهة كفر عمة في ريف حلب الغربي. اندلعت اشتباكاتٌ أخرى بين فصائل الجيش الوطني وفصائل حزب العمال الكردستاني قُرب عون الدادات بريف منبج شمالي حلب. أعلنت وسائل إعلامٍ تتبعُ النظام السوري في الساعات الأخيرة من يومِ الواحد والعشرين من أكتوبر تصدي الأخير لما وصفتها «أهدافًا معاديّة» في أجواء محيط العاصمة وريفها، بينما أكّدت مصادر أخرى أنّ الأمر متعلّق بالطيران الإسرائيلي الذي استهدفَ قاعدة تقعُ على الطريق بين معدر و‌كفير يابوس بالقربِ من الحدود السورية اللبنانية.
تجدَّد القصفُ من طرفِ قوات سوريا الديمقراطيّة على مدينة أعزاز الواقعة شمال حلب بعد هدوءٍ حذر، كما استهدفت نفسُ القوات بقذائف المدفعية منطقة المخيمات في بلدة سجو على الحدود السورية التركيّة. توقَّفت الاشتباكات بين الفصائل العسكريّة في بعضٍ من مناطق الشمال السوري وجرت عمليّة تبادلٍ للأسرى بينَ الفيلق الثالث وهيئة تحرير الشام في بلدة الباسوطة. عادت الاشتباكات وتبادل القصف للواجهة يوم الرابع والعشرين حينما قصفت القوات النظاميّة بالمدفعية الثقيلة محور قرى بينين وشنان ومجدليا والرويحة جنوب مدينة إدلب، وردَّت الفصائل العسكرية في الساعات اللاحقة عبرَ قذائف الهاون من خلال استهدافِ مراكز ونقاط الجيش السوري على محور قرية ميزناز غرب حلب، فضلًا عن قصفِ محاور أخرى في اليومِ الموالي. شهدَ نفس اليوم قصفًا إسرائيلًا طالَ مواقع عسكرية في منطقة الديماس في محيط العاصمة دمشق دون حديثٍ عن خسائر في الأرواح، ثمّ تجدَّد القصفُ الإسرائيلي على سوريا بعد يومين وتحديدًا بُعيد انتصاف ليلة السادس والعشرين من تشرين الأول/أكتوبر حين سُمعت بحسبِ عددٍ من وسائل الإعلام انفجارات قويّة في سماء مدينة دمشق وريفها دون حديثٍ مجددًا عن خسائر بشريّة. وصلت في نفسِ اليوم أول دفعة من اللاجئين السوريين في لبنان إلى الأراضي السورية، وذلك بموجبِ خطة الحكومة اللبنانية لإعادة السوريين، وقالت وسائل إعلام موالية للنظام أن 700 شخص دخلوا اليوم من لبنان إلى سوريا دون تقديمِ المزيد من التفاصيل.
خفتت حدّة العمليات والهجمات في الأيام الخمس الأخيرة من الشهر عدا عمليّات القصف المتفرقة عبرَ قذائف الهاون جنوب إدلب بين قوات النظام السوري وفصائل المعارضة المسلَّحة. قُتلت في الثامن والعشرين من أكتوبر امرأة وأُصيب طفلة جراء قصف صاروخي نفذته قوات سوريا الديمقراطيّة (قسد) وطالَ المخيّم المعروف باسمِ كويت الرحمة في مدينة عفرين، والتي تشهدُ حركات نزوح ملحوظة بسبب ارتفاع عمليّات القصف التي تُنفذها قسد والقوات التابعة لها. على صعيدٍ آخر فقد أعلنت شبكة الإنذار المبكر ارتفاع إصابات الكوليرا في شمال غربي سوريا إلى 209 حالة. كشفَ المركز السوري للعدالة والمساءلة في تحقيقٍ جديدٍ نشره يوم الواحد والثلاثين من أكتوبر أنّ المخابرات العسكرية السورية والفرقة التاسعة، التابعة لجيش النظام أحرقت جثث عددٍ من المدنيين والمنشقين وأعضاء المعارضة وغيرهم من غير المقاتلين الذين قُتلوا في إعدامات ميدانيّة، كما وثَّق التقرير عبر عددٍ من الصور والفيديوهات والتحليلات الاستقصائيّة الطريقة التي قامَ بها النظام السوري بتدمير الرفات البشرية. خالصًا إلى أنّ جميع مستويات الجيش كانت على دراية بهذه العمليّات.
القتلى المدنيين
وثَّقت الشبكة السورية لحقوق الإنسان في هذا الشهر مقتل ما مجموعهُ 60 مدنيًا على يدِ مُختلف الجهات المنخرطة في الحرب الأهليّة السورية. 39 من القتلى المدنيين لم تتمكّن الشبكة من تحديدِ الجهات التي تقفُ خلف اغتيالهم، فيما قتلت قوات النظام السوري والمليشيات الإيرانيّة المُساندة لها 7 مدنيين بينهم طفل واحد وذلك خلالَ الهجمات الصاروخيّة والرشقات المدفعيّة على مُدن ومناطق مختلفة ومتفرّقة. فصائل المعارضة المسلَّحة قتلت هي الأخرى نفس العدد الذي أوقعه النظام السوري والميليشات المساندة له (7)، بينهم طفلين وسيّدتين وذلك خلالَ الاشتباكات التي اندلعت بينها في مُدن الشمال السوري، أمّا قوات سوريا الديمقراطيّة (قسد) فقد قتلت 5 مدنيين فيما اغتالَ تنظيم الدولة الإسلاميّة (داعش) مدني واحد ومثله اغتالته هيئة تحرير الشام. وثَّقت الشبكة ضمنَ هؤلاء الضحايا المدنيين مقتل 5 أشخاص بسببِ التعذيب: 3 على يدِ قوات النظام السوري، وواحد على يدِ فصائل عسكريّة في المعارضة، والخامس على يدِ قوات سوريا الديمقراطيّة.
قُتل هؤلاء الـ 60 مدنيًا في مناطق ومحافظات مختلفة من سوريا، حيث قُتل 20 مدنيًا في محافظة حلب التي تشهدُ معارك كرّ وقر بين فصائل المعارضة والنظام من حهة، وبشكل أقلّ بين فصائل المعارضة وقوات سوريا الديمقراطيّة فضلًا عن الغارات الجويّة التي تتعرض لها المحافظة من الطيران السوري وبشكل أقلّ الروسي. جاءت محافظة درعا في المركز الثاني في هذا الشهر من حيثُ عدد القتلى المدنيين حيث سقطَ فيها ما مجموعه 14 مدنيًا رغم كونها بعيدة عن الشمال السوري، لكنّ فصائل معارضة للنظام تنشطُ فيها من حينٍ لآخر. قُتل في محافظة دير الزور 11 مدنيًا، بينما قُتل في محافظة حمص 4 مدنيين، ومثلهم في محافظة حماة، في حين قُتل مدنيين اثنيين في محافظة الرقة ونفس الشيء في الحسكة بينما قُتل مدنيّ واحد في كل من المحافظات الثلاث: محافظة ريف دمشق، محافظة السويداء، محافظة اللاذقية.

## نوفمبر
استهلَّت قوات النظام هذا الشهر بهجومٍ عبر المدفعيّة على قرية بينين جنوب إدلب، لكنها فشلت في إحراز التقدم الكبير هناك بعد ردِّ فصائل المعارضة المسلّحة التي قصفت المواقع النظاميّة في مناطق ونقاط تماس مختلفة في كلٍ من إدلب وحلب. كرَّر الجيشُ السوري رشقاته الصاروخيّة على عددٍ من القُرى الواقع جنوب إدلب يوم الثاني من نوفمبر كما وصلت تعزيزات عسكرية إلى بلدة عين عيسى شمال الرقة. شنَّت في نفس اليوم الطائرات الحربية الروسيّة غارات جوية بصواريخ جو جو على منطقة دارة عزة غرب حلب، في الوقتِ الذي أعلن فيه الجيش الوطني إحباط محاولة تسلل لقوات سوريا الديمقراطيّة على محور الشيخ عيسى شمال مدينة حلب. تباطأت حدّة تبادل القصف بين القوات المتحاربة لنحو 4 أيام (من 2 حتى 6 نوفمبر)، قبل أن تقوم القوات النظاميّة بشنّ هجوم أولي صبيحة السادس من نوفمبر على محاور قرى جبل الزاوية جنوب إدلب، ثم نفَّذت هجومًا ثانيًا كان أعنف وأكبر عبر الطائرات الحربيّة على عددٍ من مخيمات النازحين غربي إدلب، حيث قصفت المنطقة بالصواريخ العنقوديّة المحرمة دوليًا ما تسبَّبَ في مقتل 9 مدنيين على الأقل وإصابة أكثر من 70 آخرين. عُرفت هذه المجزرة إعلاميًا باسمِ «مجزرة المخيّمات»، كما أدانتها عددٌ من المنظمات الحقوقيّة والإنسانيّة فضلًا عن تلك السياسيّة والدول على غرار فرنسا التي أدانت ما سمّتها «الهجمات المروعة على مخيمات النازحين شمال غرب سوريا من قبل نظام الأسد وداعميه الروس» مطالبةً بمحاسبة المسؤولين.
استهدفت قوات سوريا الديمقراطيّة في السابع من نوفمبر بالصواريخ قاعدة تركية في محيط معبر باب السلامة بريف حلب الشمالي، ثم ردَّ الجيش التركي عبر استهدافِ مواقع قسد بقذائف المدفعيّة في محيط مدينة تل رفعت بريف حلب الشمالي. بعد مجزرة القوات النظاميّة في مخيّمات النازحين بريف إدلب، نشرت هيئة تحرير الشام بيانًا مرئيًا أعلنت فيهِ تمكّن قوات العصائب الحمراء التابعة لها من تنفيذ عمليتين نوعيتين خلف الخطوط على مواقع الجيش السوري في معسكر جورين بسهل الغاب غرب حماة وفي معسكر ترملا جنوب إدلب ردًا على مجزرة المخيمات كما جاء في بيانها. على جانبٍ ثانٍ فقد أعلنت شبكة الإنذار المبكر في التاسع من نوفمبر تسجيل وفاة واحدة و13 إصابة جديدة بمرض الكوليرا في شمال غربي سوريا ليرتفعَ الإجمالي إلى 7 وفيات و270 إصابة. تجدّدت الاشتباكات في الأيام اللاحقة ولو بوتيرة أقل، بحيثُ استهدفَ الجيش التركي بالمدفعية الثقيلة مواقع قسد والألوية المنضوية تحتها في ريف ناحية تل تمر شمال الحسكة، فيما واصلت القوات النظاميّة استهدافها عبرَ المدفعية الثقيلة بلدات جنوب إدلب وخاصة بلدتي الفطيرة و‌كنصفرة. أعلنّ الجيش الوطني في وقتٍ ما من يوم الثاني عشر من نوفمبر إسقاط طائرة استطلاع لقوات سوريا الديمقراطيّة بالقربِ من قرية باب الخير شمال الحسكة، كما قصفت فصائل تتبعُ لنفس الجيش مقرات النظام على محور قرية بسرطون غرب حلب دون حديثٍ عن وقوع خسائر في الأرواح.
استمرَّت وتيرةُ الاشتباكات القصيرة والمتفرّقة وتبادل القصف حيثُ قصفت القوات النظاميّة يوم الثالث عشر من نوفمبر بالمدفعية الثقيلة بلدتي البارة ومعربليت جنوب إدلب، فيما أعلنت وسائل إعلام محليّة في سوريا في ساعاتٍ مبكّرةٍ من اليوم الموالي (14 نوفمبر) عن سماعِ أصوات انفجاراتٍ في مطار الشعيرات العسكري شرق حمص قبل أن يتبيّن أنّ هذه الأصوات ناجمةٌ عن قصفٍ إسرائيلي طالَ عدة مواقع تتبعُ لقوات النظام السوري وللميليشيات الايرانيّة الناشِطة في سوريا، والتي تسبَّبَت في مقتل جنديين اثنيين على الأقل وجرحِ ثلاثة آخرين. شهدَ نفس اليوم توترًا كبيرًا بين الفصائل الكرديّة في سوريا وبين الجيش التركي وذلك بعدَ تفجير اسطنبول في الثالث عشر من نوفمبر والذي أودى بحياة 6 أشخاص وتسبَّب في جرحِ ما لا يقلُّ عن 80 شخصًا. وجَّهت الحكومة التركية أصابع الاتهام للفصائل الكرديّة وعلى رأسها قوات سوريا الديمقراطيّة وحزب العمال الكردستاني وهو ما تسبَّب في خلق نوعٍ من التوتر بين الجانبين والذي سُرعان ما تحوّل لاشتباكات حقيقيّة حينما أقدمت قوات سوريا الديمقراطيّة (قسد) على قصفِ عددٍ من البلدات القريبة من الحدود السورية التركية، كما قصفت محيط مدينة عفرين شمال حلب براجمات الصواريخ وذلك بعد قصفِ قواعد تركيّة في سوريا لمواقع تتبعُ قسد. هدأت الأوضاعُ نسبيًا في الأيام الثلاثة المواليّة واقتصرت الأعمال الميدانيّة على تبادل قصف بالأسلحة المتوسّطة خاصّة في المناطق غرب مدينة حلب وجنوب إدلب. على جانب آخر فقد أعلنت شبكة الإنذار المبكّر والاستجابة للأوبئة تسجيل حالة وفاة جديدة بمرض الكوليرا في مناطق شمال غرب سوريا وسبع إصابات جديدة، ليرتفعَ إجمالي الوفيات إلى 11 والإصابات إلى 318 بينما ارتفع عدد الحالات المشتبهة إلى أكثر من 23 ألفًا.
عاودَ سلاح الجوّ الإسرائيلي غاراتهِ على سوريا حيث استهدفَ في ساعات الصباح الأولى من يوم التاسع عشر من تشرين الثاني/نوفمبر عددًا من المواقع في مدينتي اللاذقية وحمص ما تسبَّب في مقتل 4 عسكريين وعشرات الجرحى فضلًا عن خسائر ماديّة كبيرة. تصاعدت حدّة التوترات من جديدٍ بين تركيا والفصائل الكرديّة النشطة في سوريا، فقامت طائرات حربية تركية في نفس اليوم باستهدافِ مواقع تتبعُ لحزب العمال و‌حزب الاتحاد الديمقراطي في محيط مدينتي المالكية و‌الدرباسية شمال الحسكة، كما أغارت في وقتٍ لاحقٍ من نفس اليوم على مناطق تتبعُ لنفس المنظمتين الكرديتين في قرية عين دقنة ومدينة عين العرب مع كثرة الحديث عن عمليّة تركية محتملَة في سوريا. أعلنت الحكومة التركيّة في العشرين من نوفمبر إطلاق عملية جويّة جديدة في سوريا سمَّتها «عملية المخلب السيف»، حيث هاجمت مواقع تتبعُ للفصائل الكرديّة في سوريا والعراق عبر الطائرات الحربيّة والمُسيَّرات وتركَّز القصف على قرى المحسنلي وجراد بريف منبج ومحيط مدينة عين العرب شرق حلب، وردَّت الوحدات الكرديّة في نفس اليوم عبر إطلاق عددٍ من القذائف نحو قرقميش القريبة من غازي عنتاب جنوبي تركيا. أسفرت الهجمات التركيّة في يومها الأول عن مصرعِ العشرات، واستمرَّت لليوم الثاني تواليًا (21 نوفمبر) ولو بوتيرة أقلّ حينما أغارت المسيَّرات التركية على مواقع حزب العمال وقوات سوريا الديمقراطيّة شمال حلب، كما ردَّت الفصائل الكرديّة عبر قصها بالصواريخ منطقة معبر باب السلامة ومناطق أخرى حدوديّة وقد أسفرت هجماتها عن مقتل عسكريين اثنيين على الأقل في صفوفِ الجيش التركي وإصابة آخرين.
تواصلت عمليّة المخلب السيف التي تشنّها تركيا على الفصائل الكرديّة في الشمال السوري، حيثُ قصفَ الجيش التركي يوم الـ 23 من نوفمبر عبرَ المدفعية والصواريخ مواقع لحزب العمال الكردستاني في مدينة تل رفعت، فيما اندلعت في اليومِ الموالي اشتباكاتٌ عنيفةٌ بين الجيش الوطني وقوات النظام على محور بلدة تادف جنوب مدينة الباب. استمرَّت اشتباكات الجيش التركي مع الفصائل الكرديّة وخاصّة في مدينة تل رفعت التي تركّز حولها القتال وعمليات القصف المتكرّرة، كما أكّد وزير الدفاع التركي خلوصي أكار «استمرار العملية برًا وجوًا»، مُعلنًا «تحييد 326 إرهابيًا لغاية اليوم»، نافيًا في نفس التصريحات قصف قوات بلاده نقطة مراقبة أمريكية شمالي سوريا. زادت وتيرة الاشتباكات التركية الكردية يوم السادس والعشرين من نوفمبر، حيث أغارت الطائرات التركيّة مُجددًا غلى مواقع تتبعُ قوات سوريا الديمقراطيّة وحزب العمال في مناطق قريبة من مدينة عين العرب، كما ردَّت الفصائل الكرديّة المسلّحة عبر قصفِ عددٍ من المناطق التي تتمركزُ بها القوات التركيّة في سوريا. استهدفَ الطيران الحربي التركي بعدة غارات جوية مطار منغ العسكري شمال حلب، والذي كان قد تعرّض قبل أيام لقصفٍ إسرائيلي. في الوقتِ الذي تصاعد فيه الحديث عن عملية عسكرية تركية بريّة مُكمّلة لعملية المخلب السيف، نقلت بعضُ وسائل الإعلام العربية وعلى رأسها قناة الجزيرة عن مصادر رسميّة في الحكومة التركيّة اشتراط أنقرة اشترطت انسحاب قوات سوريا الديمقراطية من منبج و‌عين العرب و‌تل رفعت مُعطيةً مهلةً لتلبية شروطها وإلا ستنفذ عملية عسكرية بريّة، كما اشترطت أنقرة عودة مؤسسات النظام السوري بدلًا من قوات سوريا الديمقراطية. رغم ذلك فقد لقيت العملية التركية في الشمال السوري معارضة دوليّة كبيرة حيثُ أكّد وزير الخارجية الإيراني خلال مقابلة صحفيّة أنّ لجوء أنقرة لحل عسكري بري في سوريا سيجعل الأوضاع أكثر تعقيدًا، كما أبدى البنتاغون قلقهُ من التصعيد شمالي سوريا، ومثله فعلَ المبعوث الأممي الخاص إلى سوريا والذي أكّد أن التصعيد التركي سيُعرّض الاستقرار الإقليمي للخطر مطالبًا تركيا والمعارضة السورية المسلحة وقوات سوريا الديمقراطية التصعيد فورًا. على جانبٍ مُقابلٍ فقد أعلنَ المتحدث باسم تنظيم الدولة الإسلاميّة (داعش) في تسجيلٍ صوتي يوم الثلاثين من نوفمبر مقتل زعيم التنظيم أبو الحسن الهاشمي القرشي، وتنصيب أبو الحسين الحسيني القرشي خلفًا له دون تقديمِ المزيد من التفاصيل، في الوقت الذي تحدثت فيه مصادر صحفيّة عن أنّ عملية قتل زعيم داعش نفذها الجيش السوري الحر في مدينة درعا.
القتلى المدنيين
وثَّقت الشبكة السورية لحقوق الإنسان في هذا الشهر مقتل ما مجموعهُ 64 مدنيًا على يدِ مُختلف الجهات المنخرطة في الحرب الأهليّة السورية بينهم 14 طفلًا وسيدتين بينما قُتل 6 مدنيين آخرين بسبب التعذيب. أكّدت الشبكة في تقريرها عودة النظام السوري لاستخدام الذخائر العنقودية مُجددًا مثلما حصلَ في مجزرة ريف إدلب والتي خلَّفت عددًا من القتلى المدنيين وعشرات الجرحى. قتلَ النظام السوري والميلشيات الإيرانيّة المساندة له ما مجموعه 21 مدنيًا بينهم 7 أطفال وسيدتين، فيما قتلَ تنظيم داعش مدني واحد مثله مثل تنظيم هيئة تحرير الشام، أمّا قوات سوريا الديمقراطية فقد قتلت 10 مدنيين بينهم 3 أطفال، في حين قتلت القوات التركيّة مدنيين اثنين، أما المتبقي وعددهم 30 فلم تتمكّن الشبكة من تحديدِ الجهة التي تقفُ خلفَ اغتيالهم أو التسبّب في مقتلهم.
تصدرت محافظة إدلب بقية المحافظات بنسـبة 25% من حصيلة الضحايا التي وثقتها الشبكة في هذا الشهر حيث وقعَ فيها 16 مدنيًا وهي المحافظة التي شهدت قصفًا مكثفًا بالإضافةِ للمجزرة التي وقعت في السادس من تشرين الثاني/نوفمبر، تلتها محافظة حلـب بقرابة 22% بعدما قُتل فيها ما مجموعه 14 مدنيًا، ثـم محافظة درعا في المركز الثالث بنسبة 20% (13 مدنيًا تحديدًا) معظمهم قضوا على يدِ جهات خارجيّة. قُتل في دير الزور 10 مدنيين، و5 في محافظة الحسكة، و3 في حمص ثم 2 في حماة وقتيل واحد في محافظة السويداء البعيدة نوعًا ما عمّا يجري في سوريا من اشتباكات وصراعات وغير ذلك.

## ديسمبر
شنَّ الطيران الحربي الروسي عددًا من الغارات الجويّة يوم الثاني من كانون الأول/ديسمبر والتي استهدفت جنوب مدينة عفرين ومحيط بلدة مارع، كما أطلقَ عددًا من الصواريخ على بعض المواقع في ريف حلب الشمالي. استمرَّت المعارضة الدوليّة للعملية التركية في شمال سوريا، في الوقتِ الذي عقدَ فيه الرئيس التركي أردوغان مؤتمرًا صحفيًا أعلن فيه أنّ أنقرة «لن تتراجع إطلاقًا عن إكمال الشريط الأمني البالغ عمقه 30 كيلومترًا على طول حدودها مع سوريا». عادت المناوشات التركية الكردية للاشتعالِ من جديد وذلك بعدما استهدفَ الجيش التركي بالمدفعية الثقيلة مواقع الفصائل الكرديّة في ريف تل أبيض الغربي شمال الرقة. اندلعت يوم الرابع من هذا الشهر احتجاجاتٌ كبيرةٌ في مدينة السويداء طالبت بإسقاطِ النظام وتدخلت القوات السوريّة لتفريقها، كما نُشرت فيديوهاتٌ على مواقع التواصل الاجتماعي أظهرت إطلاق الجنود النظاميين للرصاصِ الحيّ على المحتجين في محيط مبنى المحافظة في السويداء. شهدَ نفس اليوم قصفًا من الفصائل الكرديّة المسلَّحة استهدفَ القاعدة التركية في منطقة البحوث العلمية شرق مدينة أعزاز شمال حلب، كما قصفت بعدها بسويعات قليلة قوات سوريا الديمقراطيّة (قسد) أطراف القاعدة التركية في بلدة كلجبرين بريف حلب، فيما ردَّت مدفعية الجيش التركي عبر استهدافِ مواقع قسد في منطقة تل رفعت بريف حلب. عاودَ الجيش التركي في اليومِ الموالي استهدافه عبرَ المدفعية الثقيلة مواقع وحدات حماية الشعب غرب مدينة عين العرب شرق حلب. أعلنَ مظلوم عبدي قائد قوات سوريا الديمقراطية رفضَ انسحاب قواته من الحدود السورية التركية وتسليمها لقوات النظام كما جاءَ في المقترحِ التركي، ثم استعرَّت الاشتباكات بعدها أكثر فأكثر حيث تدخل ما يُعرف بالجيش الوطني السوري المدعومِ تركيًا ودخل في اشتباكاتٍ وُصفت بالعنيفة مع وحدات حماية الشعب وقوات سوريا الديمقراطية غرب مدينة أعزاز شمال حلب، في الوقتِ الذي نفذت فيه طائرة مسيرة تركية غارة جوية على موقع الفصائل الكرديّة في محيط بلدة عين عيسى شمال الرقة.